# Forssa flygplats
Forssa flygplats (finska: Forssan lentokenttä, IATA: QVE, ICAO: EFFO) är en flygplats i Finland.   Den ligger i den ekonomiska regionen  Forssa ekonomiska region  och landskapet Egentliga Tavastland, i den södra delen av landet, 100 km nordväst om huvudstaden Helsingfors. Forssa flygplats ligger 124 meter över havet.
Terrängen runt Forssa flygplats är mycket platt. Runt Forssa flygplats är det glesbefolkat, med 8 invånare per kvadratkilometer. Närmaste större samhälle är Forssa, 1,9 km nordväst om Forssa flygplats. I omgivningarna runt Forssa flygplats växer i huvudsak blandskog.